# Emmaviaduct

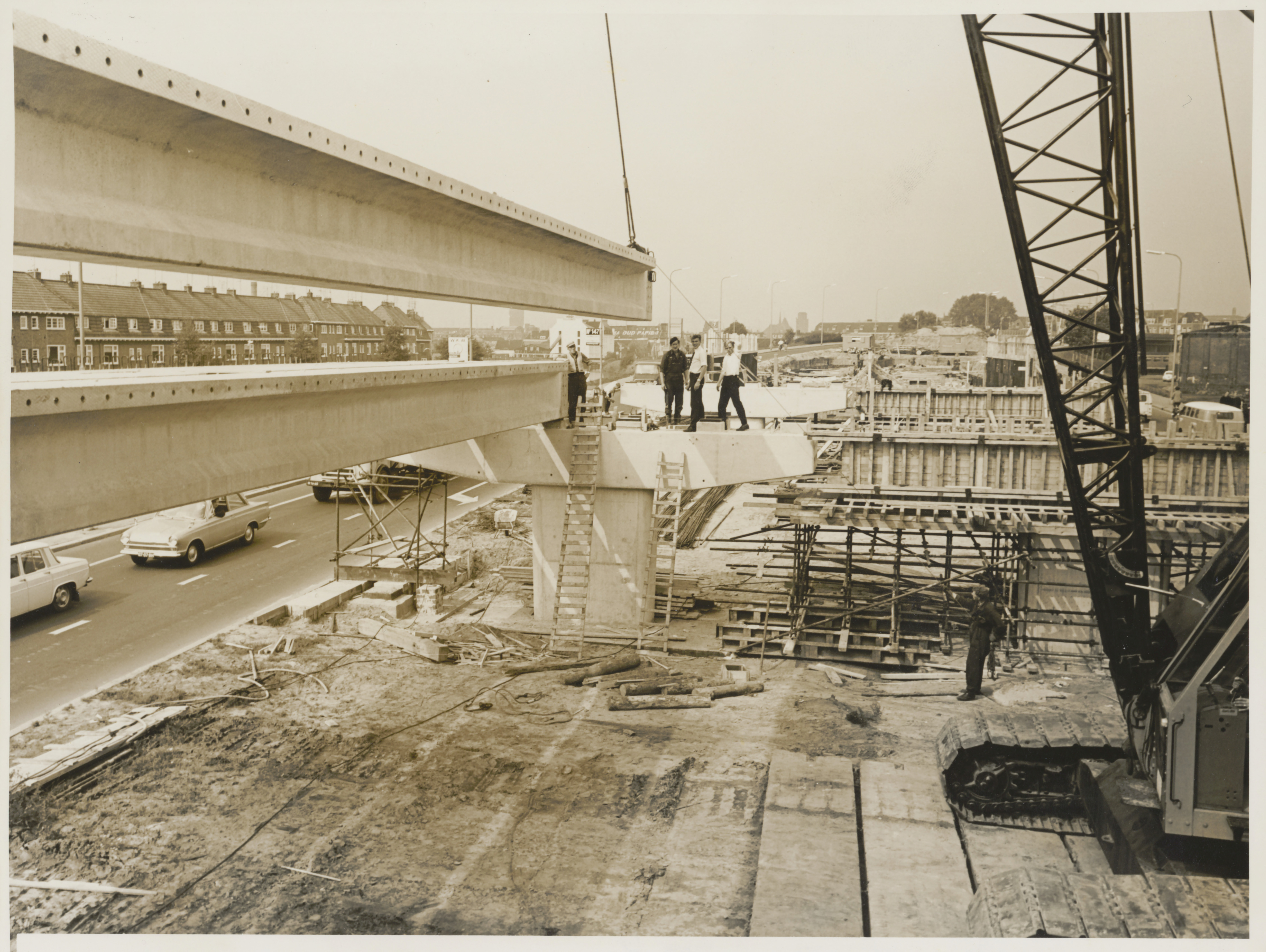
Het Emmaviaduct in Groningen in aanleg gezien naar het noorden met links de Grunobuurt en rechts een stukje van het spooremplacement, september 1969

Het Emmaviaduct (ook bekend als Parkwegviaduct) is een viaduct in de stad Groningen tussen het Julianaplein (A28 / A7) en de Emmasingel / Stationsweg.
Het viaduct met een lengte van een kleine 500 meter is in 1968/69 aangelegd om een ongehinderde doorgang te hebben tussen de binnenstad van Groningen en de autosnelwegen. Deze verbinding ligt grotendeels op de oostelijke oever van het Noord-Willemskanaal (plaatselijk ook Hoornsediep genoemd). Van en naar de Parkweg zijn op- en afritten.
Feitelijk bestaat het uit drie onderdoorgangen (van noord naar zuid):
- een boogbrug over de spoorlijn Groningen - Leeuwarden
Onder deze brug ligt ook de Peizerbaan, de busbaan tussen de Rivierenbuurt en de Grunobuurt/Laanhuizen.
- een viaduct in de Parkweg
De boogbrug en het viaduct sluiten op elkaar aan. Onder dit viaduct zijn parkeerplaatsen aan weerszijden van Parkweg.
- een fietstunnel tussen de het fietspad de Brailleweg en de Maaslaan
Deze tunnel ligt in een aarden lichaam die het zuidelijke deel van het Emmaviaduct vormt.

## Aanpak Ring Zuid
In het kader van de Aanpak Ring Zuid is aan de zuidkant een ovonde (ovale rotonde) aangelegd.